# Ultimate Frisbee Association
American Ultimate Disc League (AUDL) — североамериканская полупрофессиональная лига по Алтимат фрисби. В 2012 году AUDL была сформирована с восемью командами. В последующие 10 сезонов лига выросла до 25 команд по всей территории Соединённых Штатов и Канады. Игры регулярного сезона проводятся с апреля по июль. Плей-офф и финал, известный как Championship Weekend, проходят в Августе.

## История

### Первый сезон
Первый сезон состоялся в 2012 году. Его выиграли Philadelphia Spinners, победив со счётом 29:22 Indianapolis AlleyCats.
В первом сезоне лига состояла из восьми команд, разбитых на Восточную и Западную конференции.

### 2013 год — н.в.
В 2013 году лига расширилась до 12 команд. В 2014 году к лиге присоединилось ещё пять команд. Была введена Западная конференция. Лига также заключила многолетнее соглашение о вещании с ESPN, которое охватывало игры регулярного сезона, плей-офф и чемпионский уик-энд.
В 2015 году лига расширилась до 25 команд. В число новых команд вошли Pittsburgh Thunderbirds, Ottawa Outlaws, Los Angeles Aviators, San Diego Growlers, Jacksonville Cannons, Nashville NightWatch, Raleigh Flyers, Atlanta Hustle и Charlotte Express. В октябре 2015 года было объявлено о завершении существования Salt Lake Lions. В этом же сообщении лига приветствовала команды Austin Sol и Dallas Roughnecks в Южном дивизионе. Вскоре после этого AUDL объявила, что с франшизой Rochester Dragons также заключён контракт и что лига снова надеется открыть франшизу в районе Бостона.
В сентябре 2016 года Cincinnati Revolution и Charlotte Express объявили о прекращении своей деятельности.
4 декабря 2019 года лига объявила, что новый бостонский франчайз (позже названный Boston Glory) присоединится к лиге в сезоне 2020 года, что стало первым расширением с 2016 года. В тот же день лига объявила о плане перераспределения конференций, согласно которому Средне-Западная и Южная конференции были переименована в Центральную и Атлантическую конференции соответственно, а две техасские команды перешли в Западный дивизион.
Сезон 2020 года был отменён из-за пандемии.
Из-за ограничений на поездки, связанных с COVID, в сезоне 2021 года три канадские команды играли в независимой серии, Кубке Канады. 19 американских команд выступали в трёх дивизионах: Атлантическом, Центральном и Западном. Boston Glory и New York Empire перешли из Восточного дивизиона, который не существовал в 2021 году, в Атлантический дивизион.
В сезоне 2022 года, лига будет включать 25 команд и стандартные четыре дивизиона: Южный, Центральный, Восточный и Западный.

## Правила
В правилах AUDL есть ряд различий с традиционным набором правил, установленных Международной Федерацией Летающего Диска (WFDF).
Площадь поля увеличена до 53+1⁄3 ярдов в ширину и 80 ярдов в длину с 20-ярдовыми голевыми зонами (такой же размер поля для американского футбола, только голевые зоны занимают вдвое большую часть поля, чем в американском футболе). Игры длятся четыре четверти по 12 минут каждая, включая 15-минутный перерыв. При равном счёте проводится пятиминутный овертайм. Если после овертайма счёт остаётся равным, проводится второй овертайм, в котором побеждает команда, забившая первой.
Заметные изменения по сравнению с форматом WFDF включают использование судей, уменьшение количества остановок с 10 секунд до 7, штраф в 10 ярдов за перемещение при ловле диска, штраф в ярд за перемещение при броске диска. Существуют и другие нарушения, которые приводят к штрафам в 5, 10 или 20 ярдов в зависимости от их тяжести.